# Bode (rivière)
Pour les articles homonymes, voir Bode.
La Bode  est une rivière qui se trouve au centre-nord de l'Allemagne. C'est un affluent de la Saale en Saxe-Anhalt, donc un sous-affluent de l'Elbe. 

## Géographie

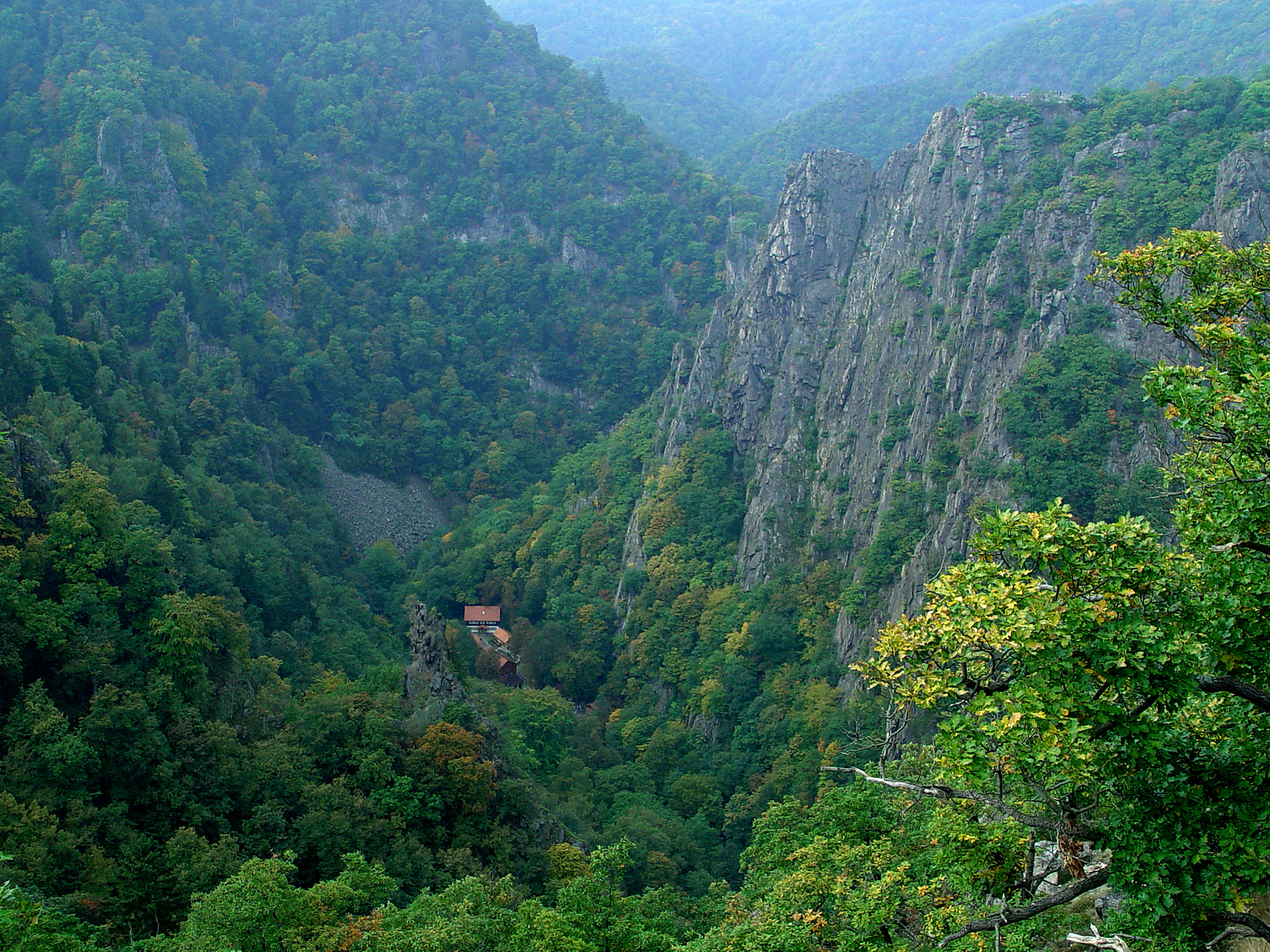
Vue de la gorge de la Bode.

Deux rivières sourcières, la Bode froide et la Bode chaude, s'écoulent au pied du Brocken, le point culminant du Harz, en direction du nord-est. Au-dessus de la ville de Thale, la Bode passe au fond d'une gorge profonde (Bodetal). Puis elle s'écoule à travers les villes de Quedlinbourg et Oschersleben, puis au sud-ouest de la Magdeburger Börde, vers Staßfurt. Après un parcours de 169 km, elle se jette dans la Saale près de Nienburg. 
D'après une tradition locale, la « légende de Rosstrappe », la rivière tirerait son nom de Bodon, un prince de Bohême coléreux et brutal qui aurait été changé en molosse pour garder la couronne de Brunehilde dans les marécages du Trésor, un lieu-dit de la Bodetal.